# Прилесє (Луковиця)
Прилесє (словен. Prilesje) — поселення в общині Луковиця, Осреднєсловенський регіон, Словенія. 
Висота над рівнем моря: 631,9 м.